# Wanne (Duitsland)
Wanne is een voormalige gemeente en deel van de Duitse stad Herne, in het gelijknamige Stadtbezirk Wanne. Wanne telt 23.137 inwoners (2007).
In het noorden van Wanne loopt de Emscher en het Rijn-Hernekanaal
In 1926 werd Wanne met Eickel en Röhlinghausen gefuseerd.
In 1975 werd Wanne-Eickel bij Herne gevoegd.

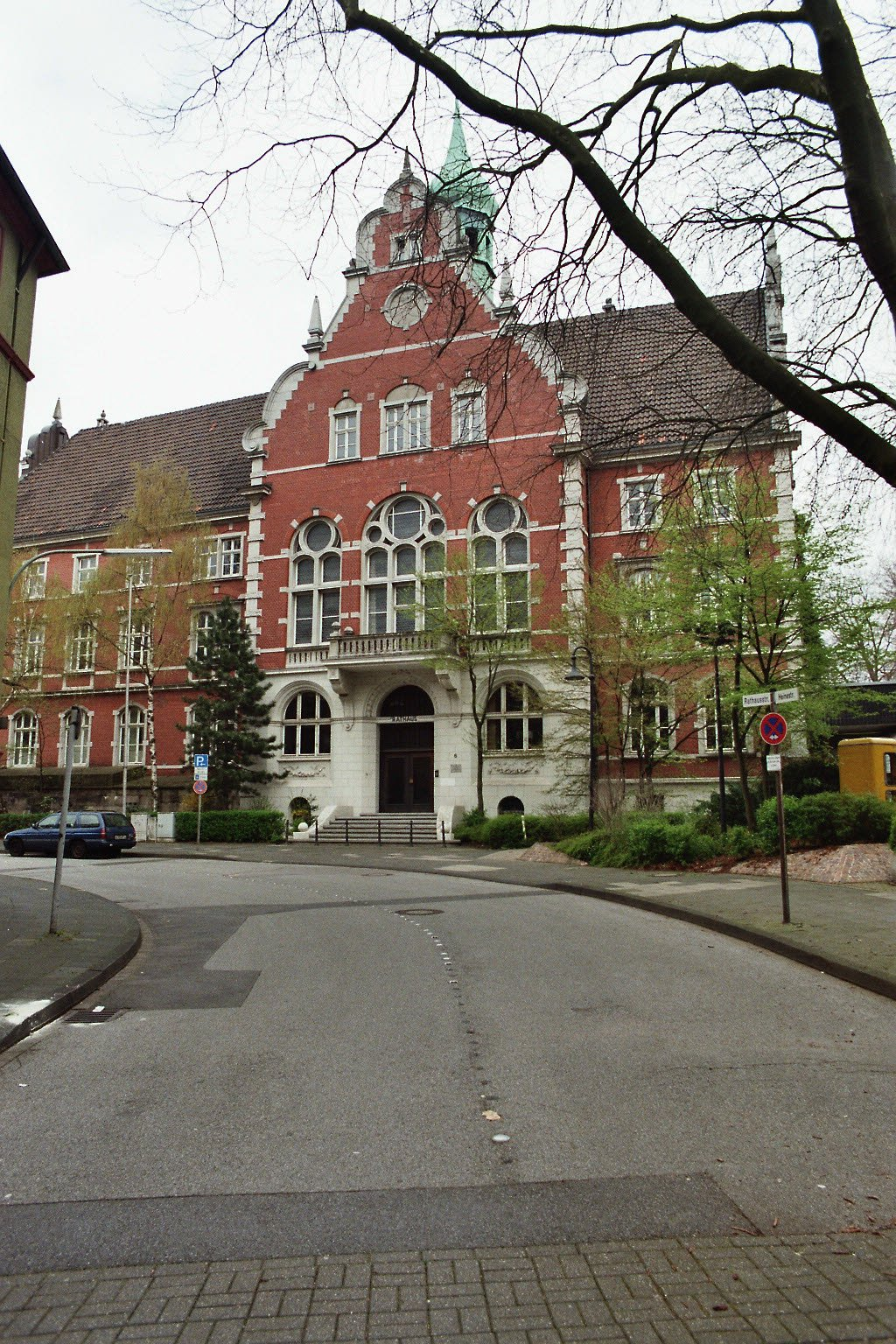
Voormalig raadhuis van Wanne-Eickel
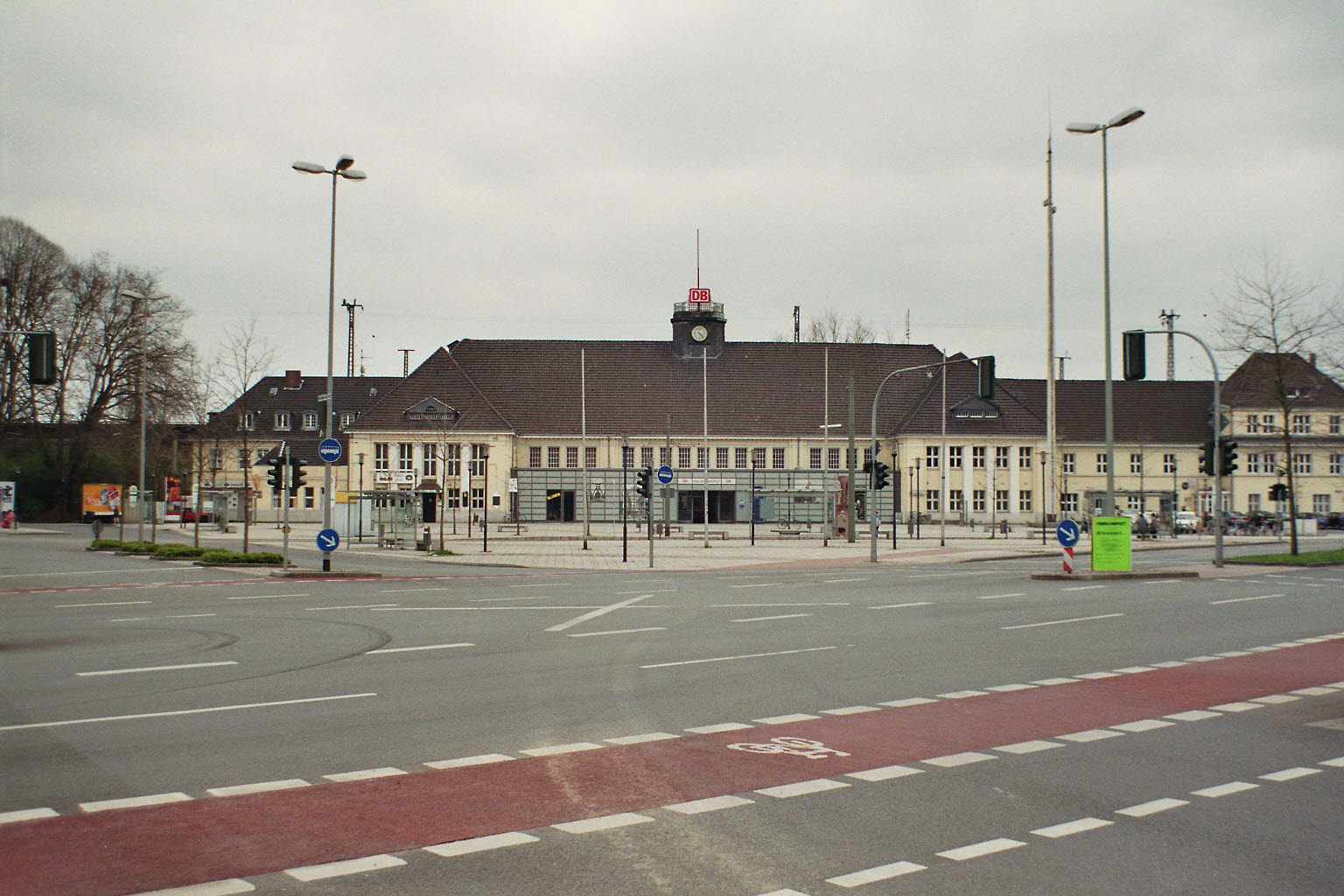
Wanne-Eickel Hauptbahnhof